# 루도비코 1세
루도비코 1세(Ludovico I di Borbone, 1773년 8월 5일 ~ 1803년 5월 27일)는 에트루리아 왕국의 초대 국왕이다. 파르마 공 페르디난도 1세와 마리아 아말리아의 아들이다.
1795년 8월 25일 스페인 국왕 카를로스 4세와 마리아 루이사 왕비의 딸 마리아 루이사와 결혼했다. 이듬해 그가 스페인에 머무르고 있는 사이 고국 파르마 공국은 나폴레옹 보나파르트가 이끄는 프랑스 군에 의해 점령되었다. 나폴레옹은 부르봉파르마 가문에게 파르마 공국에 대한 보상으로 토스카나 대공국 대신 세운 에트루리아 왕국의 왕위를 제안했고 루도비코와 그의 가족들은 1801년 에트루리아 왕국의 수도 피렌체에 도착했다. 이듬해 부부는 마리아 루이자의 오빠 페르난도 7세와 동생 마리아 이사벨의 두 결혼식에 참석하기 위해 스페인으로 향했다. 이 여행에서 딸 루이자 카를로타가 태어났고, 그 해 말 에트루리아로 돌아왔다. 평소 건강이 좋지 않았던 루도비코는 1803년 뇌전증 발작으로 서른 살의 나이로 요절하였고 어린 아들 카를로 루도비코가 왕위를 계승했다.

## 자녀
- 카를로 루도비코(1799~1883)
- 루이자 카를로타(1802~1857) 작센 공자비